# 오이촌 (에히메현)
오이촌(大井村)은 에히메현 오치군에 설치된 촌이다.